# Податковий жетон

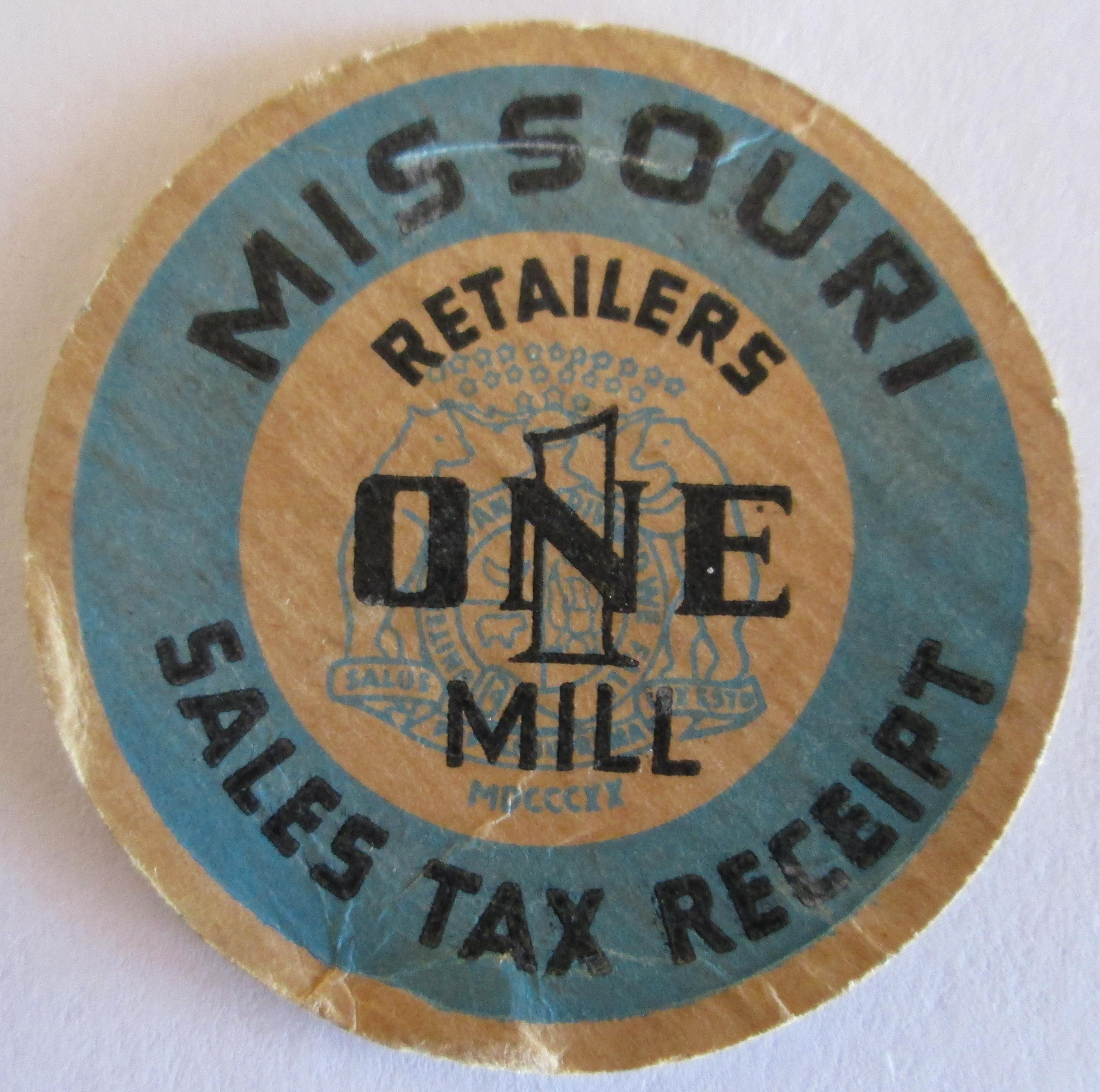
Жетон Міссурі 1935 р. з номіналом «1 міль» (1/10 цента), відомий під сленговою назвою «молочна кришка» через схожість із кришкою молочної пляшки того часу.

Податкові жетони (англ.  Sales tax token, Tax token) — жетони на суми, дробові по відношенню до центу, що використовувалися для сплати акцизу (податку на продаж) на дуже дрібні покупки в багатьох американських штатах в роки Великої Депресії. Податкові жетони були створені в допомогу споживачам, щоб тим не доводилося округляти податок до повного цента при покупках на суму 5 або 10 центів. Випускалися приватними фірмами, муніципалітетами і 12 штатами США, як правило, номіналами в 1 або кілька міль (1⁄10 цента).

## Історія

### Причини
До початку світової війни влітку 1914 року, тільки в двох країнах, Мексиці і Філіппінах, існував загальний податок з продажу, проте у світі були широко поширені акцизи — податки на продаж окремих видів товарів, тому ідея загального податку з продажів не являла собою новизни для осіб, що приймали політичні рішення в США.
У 1921 році група конгресменів запропонувала ввести 1 % національний податок із продажів в США, ввівши відповідну поправку до законів про Національний бюджет 1921 року і в Закон про виплати солдатам 1922 року. Хоча пропозицію було відкинуто через протидії фермерів і роботодавців, у штаті Західна Вірджинія в тому ж році запровадили 1 % податок, дохід від якого замінив корпоративний прибутковий податок. Поліпшення економічних умов у 1920-х роках призвело до того, що за прикладом Західної Вірджинії не пішов тоді ні один із 48 американських штатів.
В 4-му кварталі 1929 року США охопила глобальна економічна криза. По мірі зростання безробіття впали надходження прибуткового податку і різко зросли випадки несплати податку на нерухомість, в той час як витрати бюджетів штатів на заходи з полегшення тягаря для найменш забезпечених верств населення і безробітних зросли. У штаті Джорджія податок з продажів був введений в 1929 році, потім була хвиля введення податку з продажів в інших штатах під впливом глибокої фінансової кризи. Станом на 1933 рік податок з продажів існував не менш ніж в 11 штатах, у тому числі таких, як Нью-Йорк, Іллінойс, Каліфорнія і Мічиган. З тих часів податок з продажу вважається ключовим елементом бюджету американських штатів.

### Запровадження жетонів податку з продажів

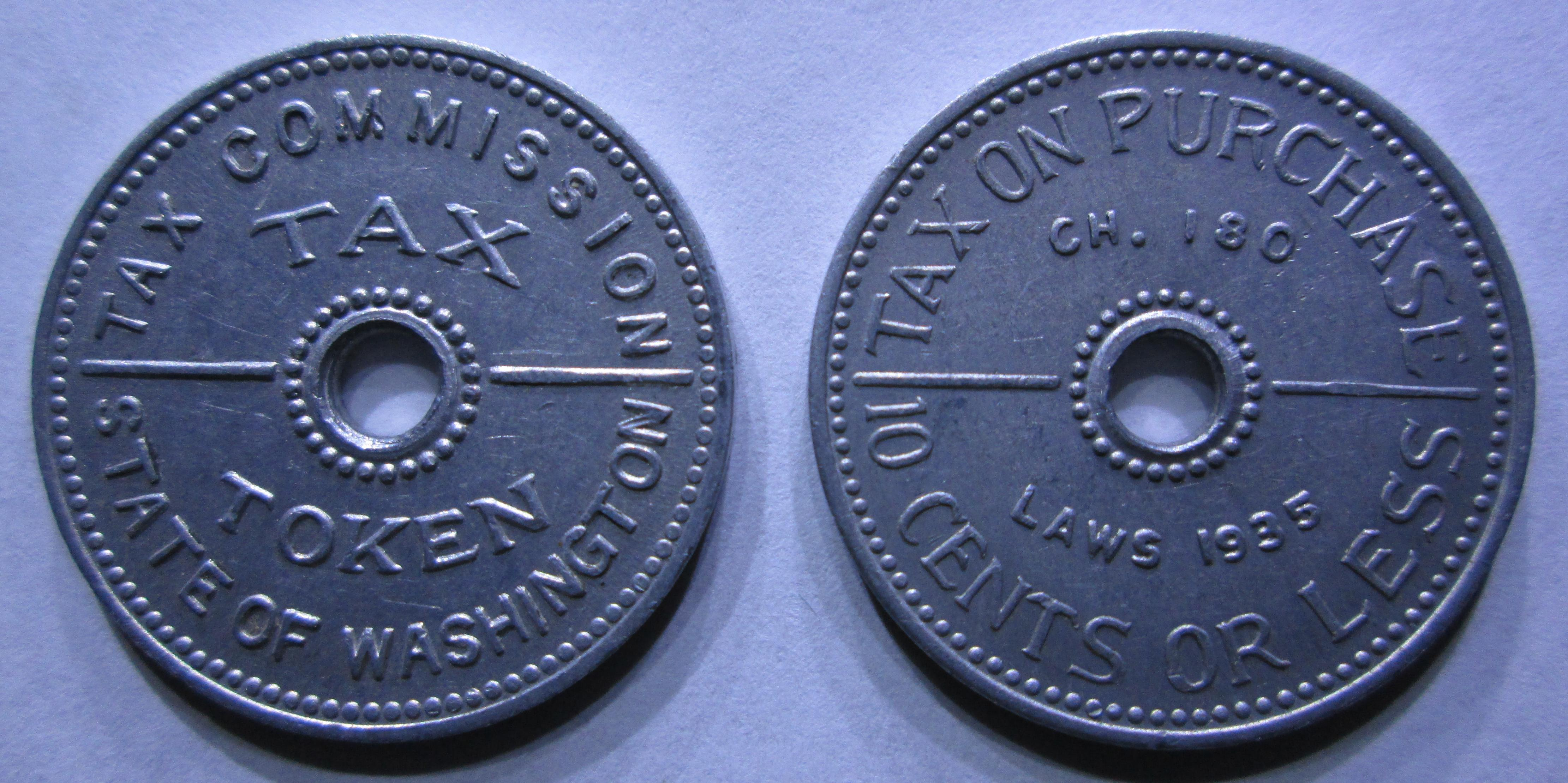
Алюмінієві податкові жетони штату Вашингтон номіналом 2 миля (^{1}⁄_{5} цента) для «податку на покупку на суму 10 центів, або менш» згідно із законом про податок на продажі у розмірі 2 %.

Першими 12 штатами, які ввели жетони, були Алабама, Аризона, Колорадо, Іллінойс, Канзас, Луїзіана, Міссісіпі, Міссурі, Нью-Мексико, Оклахома, Юта і Вашингтон.
На додаток до жетонів на дробові суми, що існували в різних штатах, паперові податкові марки та перфокарти використовувалися в штаті Огайо.
Споживачі розглядали жетони на податок з продажів як зайвий тягар, тому незабаром вони були замінені новою системою (bracket system), яка вирівняла суму податку з продажів на малі суми. До кінця 1930-х років більшість штатів відмовилася від жетонів; лише в штаті Міссурі вони проіснували до кінця 1940-х років.

### Колекціонування

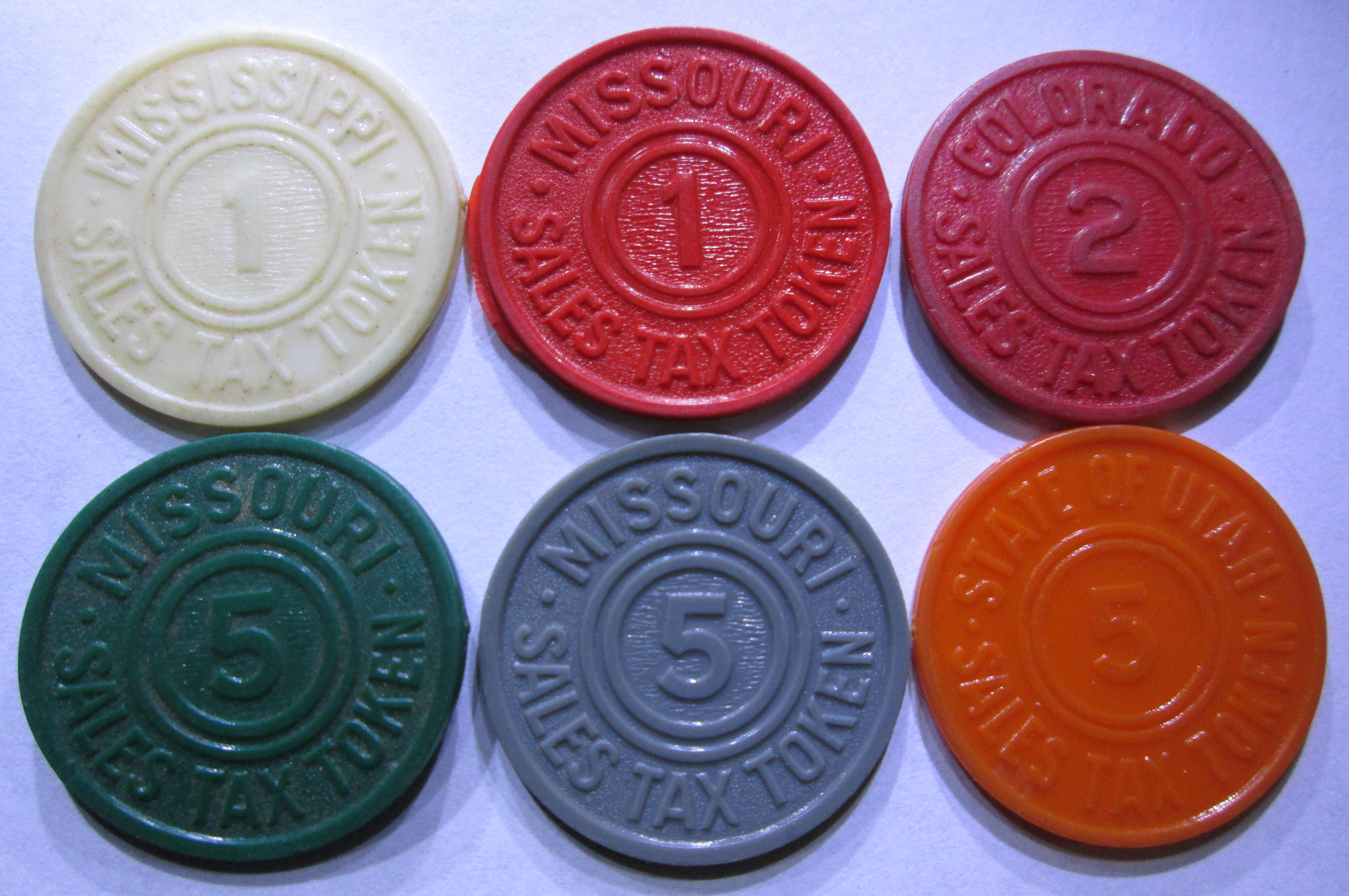
Ряд штатів випустив барвисті пластикові податкові жетони загальною сумою на сотні мільйонів доларів. Номінал на жетонах виражений в «мілях» (десятих відсотка).

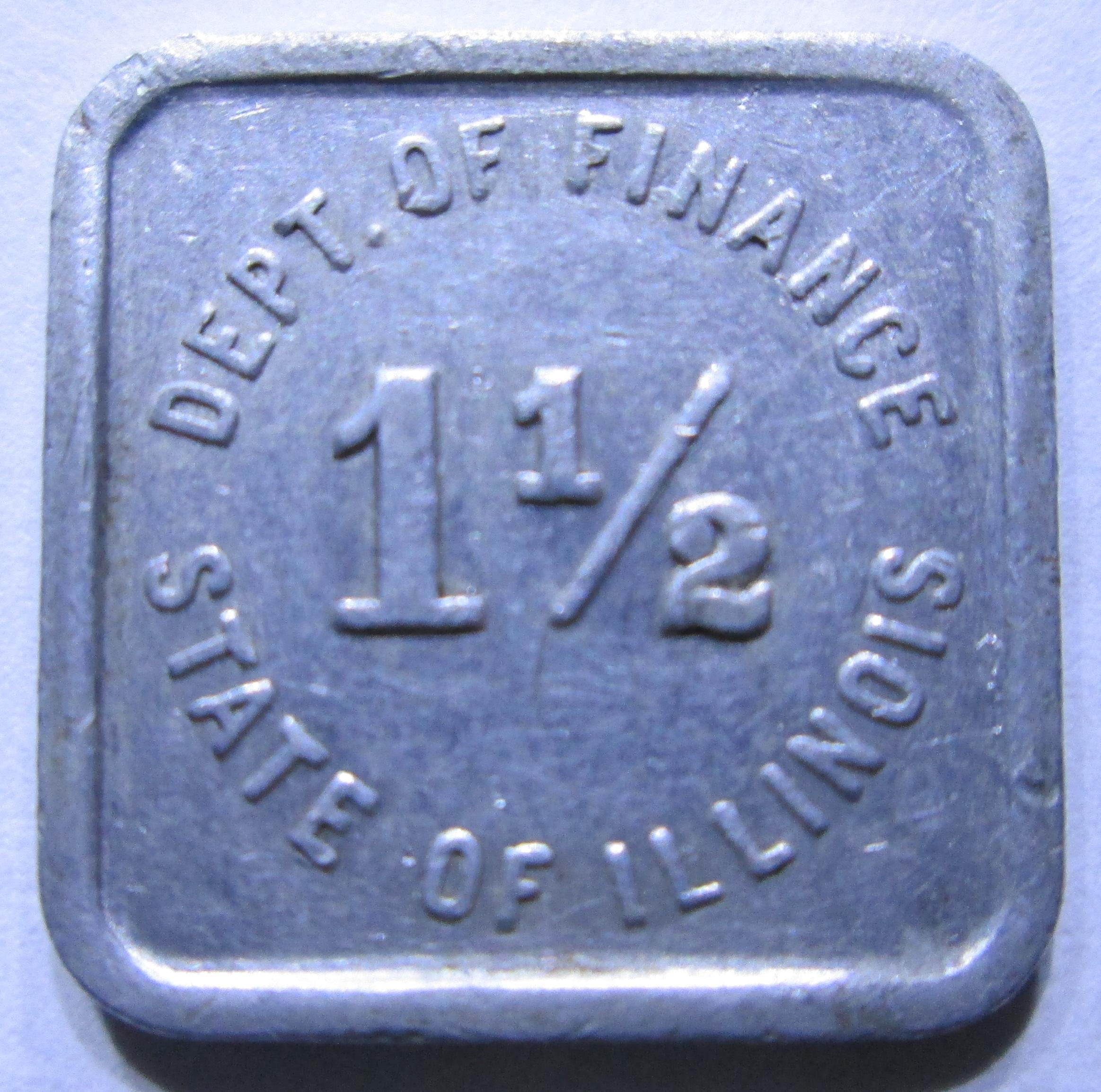
Квадратний податковий жетон штату Іллінойс

Податкові жетони випускалися з різних матеріалів: картону, латуні, бронзи, алюмінію, пресованого бавовняного волокна та пластику. Кількість видів випущених жетонів обчислюється сотнями, причому окремі варіанти карбувалися тиражем у десятки мільйонів. З цієї причини податкові жетони вважаються серед колекціонерів нерідкими і малоцінними. З іншого боку, окремі зразки відомі лише в небагатьох і навіть у єдиному екземплярі.
У 1971 році колекціонери податкових жетонів заснували Американське суспільство податкових жетонів (American Tax Token Society), яке з моменту заснування публікує щоквартальний бюлетень.